# گاه‌شماری کره شمالی

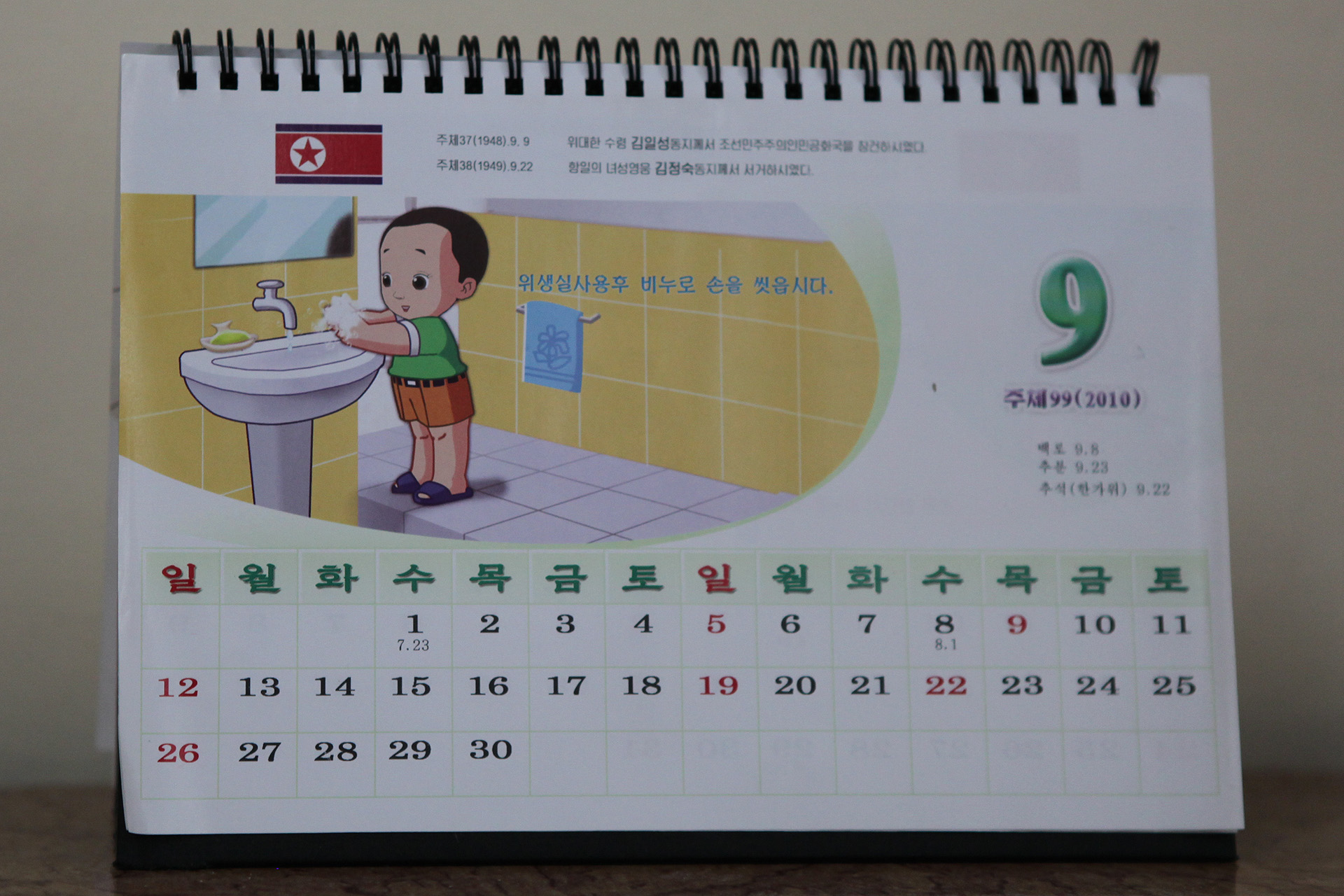
یک تقویم جوچه برای جوچهٔ ۹۹ (خورشیدی: ۱۳۸۸–۱۳۸۹ میلادی: ۲۰۱۰)

گاه‌شماری جمهوری دموکراتیک خلق کره، گاه‌شماری دی‌پی‌آرکِی یا گاه‌شماری جوچه، تقویم کره شمالی (تلفظ کره‌ای: [tɕutɕʰe]) که ایدئولوژی جوچه نامیده می‌شود، سیستم شمارشی سالانه‌ای است که در جمهوری دموکراتیک مردم کره به‌کار برده می‌شود.

## تاریخ
این گاه‌شماری عناصرش را از دو گاه‌شماری تاریخی دیگر به‌کار رفته در کره وام گرفته‌است، سیستم سنتی از نام دوران‌های کره و گاه‌شماری میلادی که سال‌های آن به میلاد مسیح وابسته می‌باشد است. در مقایسه با این دو، گاه‌شماری جوچه با تولد کیم ایل سونگ، بنیانگذار جمهوری دموکراتیک خلق آغاز می‌شود.
حکم گاه‌شماری جوچه در تاریخ ۱۷ تیر ۱۳۷۶ برابر با ۸ ژوئیه ۱۹۹۷، در سومین سالگرد مرگ کیم ایل سونگ تصویب شد. همان حکم همچنین سالگرد تولد کیم ایل سونگ را به عنوان روز خورشید تعیین کرد. سال تولد کیم ایل سونگ در ۱۹۱۲ میلادی، به "جوچه ۱" در تقویم کره شمالی تبدیل شد؛ بنابراین سال ۲۰۱۱ میلادی برابر با "جوچه ۱۰۰" است.
اجرای گاه‌شماری در تاریخ ۱۸ شهریور ۱۳۷۶ خورشیدی برابر با ۹ سپتامبر سال ۱۹۹۷ میلادی در روز بنیاد جمهوری آغاز شد. از آن تاریخ، روزنامه‌ها، آژانس‌های خبری، ایستگاه‌های رادیویی و حمل و نقل عمومی شروع به استفاده از سال‌های جوچه کردند؛ همچنین از آن تاریخ در شناسنامه‌ها هم از سال‌های جوچه استفاده شد.

## استفاده
سال ۱۹۱۲ میلادی برابر با "جوچه ۱" در تقویم کره شمالی است. هیچ سالی "پیش از جوچه ۱" وجود ندارد و سال‌های پیش از آن تنها با اعداد گاه‌شماری مسیحی داده می‌شود. محدوده سال‌هایی که پیش از سال ۱۹۱۲ آغاز می‌شوند و بعد پایان آن نیز تنها اعداد گاه‌شماری میلادی هستند.
هر سالی پس از ۱۹۱۲ میلادی تنها در برابر آن به جوچه (سال‌های جوچه) و سال میلادی در کمانک داده می‌شود. در موضوعات مربوط به روابط با کشورهای خارجی، عصر جوچه و عصر مسیحیان ممکن است برای اصول استقلال، برابری و احترام متقابل استفاده شود.

## نمونه‌ها
| سال جوچه | سال میلادی | سال دانگون | رویداد                                                                   |
| -------- | ---------- | ---------- | ------------------------------------------------------------------------ |
| ۱        | ۱۹۱۲       | ۴۲۴۵       | زادروز کیم ایل سونگ                                                      |
| ۳۱       | ۱۹۴۲       | ۴۲۷۵       | زادروز کیم جونگ ایل                                                      |
| ۳۷       | ۱۹۴۸       | ۴۲۸۱       | تأسیس کره شمالی                                                          |
| ۷۱       | ۱۹۸۲       | ۴۳۱۵       | احداث برج جوچه برای یادبود ۷۰ سال زندگی کیم ایل سونگ، تولد کیم جونگ اون. |
| ۸۳       | ۱۹۹۴       | ۴۳۲۷       | مرگ کیم ایل سونگ                                                         |
| ۸۶       | ۱۹۹۷       | ۴۳۳۰       | معرفی گاه‌شماری جوچه                                                      |
| ۱۰۰      | ۲۰۱۱       | ۴۳۴۴       | مرگ کیم جونگ ایل                                                         |
| ۱۰۱      | ۲۰۱۲       | ۴۳۴۵       | گذشت ۱۰۰ سال از زادروز کیم ایل سونگ                                      |
| ۱۱۴      | ۲۰۲۵       | ۴۳۵۸       | سال میلادی جاری                                                          |

- مثال "۱۰۳ (۲۰۱۴)" از دانشکاه علم و فناوری پیونگ یانگ.